# 衛生福利部嘉義醫院
衛生福利部嘉義醫院（簡稱嘉義醫院）是一所位於臺灣省嘉義市西區的衛生福利部所屬醫院，以789床的病床數位列南台灣規模最大的部立醫院。

## 院史
- 1895年（明治28年）11月，大日本帝國陸軍省沓掛龜太郎於嘉義設診斷所。
- 1896年（明治29年）7月，於嘉義市三角窗街（今光彩街與文昌街交叉點東南一帶）新建院舍，設有病房。
- 1897年（明治30年）5月，診斷所改稱「嘉義縣嘉義病院」。
- 1898年（明治31年）6月，改由台灣總督府直轄，更名「台灣總督府嘉義病院」。
- 1906年（明治39年），遭逢1906年梅山地震，院舍倒塌。
- 1907年（明治40年），遷往嘉義孔廟舊址，文化路舊院區院舍竣工。
- 1941年（昭和16年）12月，遭逢1941年中埔地震，大部分院舍倒塌。
- 1942年（昭和17年），院舍重建（今中央廣場）。
- 1945年（民國34年）8月，中華民國接收臺灣，更名「臺灣省立嘉義醫院」，簡稱省嘉醫院。
- 1999年（民國88年）7月，臺灣省虛級化，改隸行政院衛生署，更名「行政院衛生署嘉義醫院」，簡稱署嘉醫院。
- 2000年（民國89年）9月，北港路院區新醫療大樓完工。
- 2002年（民國91年）3月，正式遷往北港路院區。
- 2013年（民國102年）7月23日，配合行政院組織改造，行政院衛生署改為衛生福利部，併同更名為「衛生福利部嘉義醫院」。

## 歷任院長
| 任次 | 姓名   | 就職時間   | 卸任時間   |
| ---- | ------ | ---------- | ---------- |
| 1    | 魏炳炎 | 1945年11月 | 1949年10月 |
| 2    | 詹添木 | 1949年11月 | 1962年4月  |
| 3    | 陳金樹 | 1962年5月  | 1971年7月  |
| 4    | 黃東錄 | 1971年7月  | 1976年1月  |
| 5    | 陳英松 | 1976年1月  | 1982年8月  |
| 6    | 陳活源 | 1983年1月  | 1989年12月 |
| 7    | 黃玉階 | 1990年1月  | 1995年10月 |
| 8    | 胡雅雄 | 1995年10月 | 2001年10月 |
| 代理 | 徐永年 | 2001年10月 | 2002年2月  |
| 9    | 林信男 | 2002年3月  | 2003年8月  |
| 10   | 林水龍 | 2003年10月 | 2006年1月  |
| 代理 | 黃文良 | 2006年1月  | 2006年6月  |
| 代理 | 陳進堂 | 2006年6月  | 2007年6月  |
| 代理 | 徐永年 | 2007年6月  | 2008年2月  |
| 11   | 黃龍德 | 2008年2月  | 2011年4月  |
| 代理 | 何鎮明 | 2011年4月  | 2011年8月  |
| 12   | 許家禎 | 2011年8月  | 2014年8月  |
| 代理 | 白錫彥 | 2014年8月  | 2015年3月  |
| 13   | 陳啟仁 | 2015年3月  | 2017年3月  |
| 代理 | 白錫彥 | 2017年3月  | 2017年7月  |
| 14   | 黃元德 | 2017年7月  | 2023年7月  |
| 15   | 莊仁賓 | 2023年7月  | 現任       |

## 外部連結
- 衛生福利部嘉義醫院 （页面存档备份，存于）

23°28′52″N 120°25′44″E / 23.481032°N 120.428842°E